# Gare de Provenchères-sur-Fave
Gare de Provenchères-sur-Fave vasútállomás Franciaországban, Provenchères-et-Colroy településen.

## Vasútvonalak
Az állomást az alábbi vasútvonalak érintik:
- Strasbourg–Saint-Dié-vasútvonal

## Kapcsolódó állomások
A vasútállomáshoz az alábbi állomások vannak a legközelebb:
- Gare de Lesseux - Frapelle
- Gare de Colroy - Lubine
- Gare de Saint-Dié-des-Vosges
- Gare de Saales